# Maurizio Teucci
Maurizio Teucci (Firenze, 20 febbraio 1939 – Tokyo, 26 dicembre 2023) è stato un diplomatico italiano.

## Biografia
Fratello dell'ambasciatore Franco Teucci, si è laureato in giurisprudenza presso l'Università degli Studi di Roma "La Sapienza" e inizia la carriera diplomatica nel 1967.
Ha servito come console a Berlino occidentale  dal 1972 al 1975, consigliere d'Ambasciata a Tokyo dal 1975 al 1977 e a Seul dal 1977 al 1980. Dopo aver trascorso gli anni che vanno dal 1982 al 1985 al Ministero nell'Ufficio Paesi dell'Asia e Oceania della Direzione Generale degli Affari Politici, è stato dal 1985 al 1988 Console generale d'Italia a Osaka.
Successivamente è stato ambasciatore d'Italia ad Hanoi dal 1988 al 1992 e ambasciatore ad Almaty accreditato con credenziali di ambasciatore anche a Biškek dal 1992 al 1994. Rientrato a Roma è stato alle dipendenze del direttore generale della Cooperazione allo Sviluppo fino al 1997.
È stato anche ambasciatore a Colombo accreditato con credenziali di ambasciatore anche a Male dal 1997 al 2001, ed ambasciatore a Kampala accreditato con credenziali di ambasciatore anche a Kigali e Bujumbura dal 2001 al 2005.
È l'autore diversi libri di fotografie realizzati nei Paesi in cui ha prestato servizio.

## Opere
- Glimpses of Cambodia, Janaka Enterprises, Sri Lanka, 1999.
- Brevi note in memoria di Giuseppe e Virginio Teucci, piloti, Kampala, 2005.
- The Ambassador's Africa. Glimpses of Uganda, Rwanda, Burundi and neighbouring countries, Publistampa Arti Grafiche, Trento, 2005.
- I Parchi nazionali dell'Uganda, Publistampa Arti Grafiche, Trento, 2006.
- Il Vietnam che ho conosciuto. Memorie fotografiche di un Ambasciatore 1988-92, Publistampa Arti Grafiche, Trento, 2008.